# Chiara Massini
Née en 1971 à Rome, Chiara Massini est une claveciniste qui a étudié le piano au conservatoire avec des maîtres comme Enzo Stanzani et la musicologie à l'université La Sapienza. Elle a dirigé des masterclasses à Salzbourg. À Vienne, elle a encore étudié le clavecin. Depuis, elle poursuit une brillante carrière internationale de soliste, elle est notamment connue et reconnue pour ses interprétations de Bach (Toccata, Partita, Variations Goldberg, Chaconne 1004) et de Scarlatti.

## Discographie
- Bach, Muffat, Froberger, Frescobaldi : Toccata, Passacaglia Partitas, 2008, label Mis;
- Bach : Variations Goldberg, 2007, label Symphonia;
- Bach : Clavecin, 1 Partita 2, BWV 826 (Sinfonia, Allemande, Courante); 2 Partita 2, BWV 826 (Sarabande, Rondeaux, Capriccio); 3 Partita 5, BWV 829 (Praeambulum, Allemande, Corrente); 4 Partita 5, BWV 829 (Sarabande, Tempo Di Minuetta, Passepied, Gigue); 5 Toccata in Emoll, BWV 914; 6 Kleine Praeludien ( BWV 939, 949, 941, 942, 943, 999. Avec Ágnes Ratkó Cembalo II): 7 ; Konzert Fuer Zwei Cembali, BWV 1060, Allegro; 8 Konzert Fuer Zwei Cembali, BWV 1060, Adagio; 9 Konzert Fuer Zwei Cembali, BWV 1060, Al., Label: Chiara Massini, 2013, ASIN B00CX95SNK